# HD 139613
HD 139613，又名CD-3012431，SAO 206858、HR 5822，是一颗恒星，视星等为6.34，位于銀經340.38，銀緯19.12，其B1900.0坐标为赤經15h 34m 3.1s，赤緯-30° 19.12′ 16″。